# L'Agneau
Pour les articles ayant des titres homophones, voir Lagneau et Lanio.
Pour les articles homonymes, voir Agneau (homonymie).
L'Agneau est un roman de François Mauriac publié le 1954 aux éditions Flammarion. L'auteur en reprenant trois des principaux personnages de La Pharisienne créé une « suite » informelle à ce dernier roman paru en 1942.

## Éditions
- L'Agneau, éditions Flammarion, 1954.